# Davis Tarwater

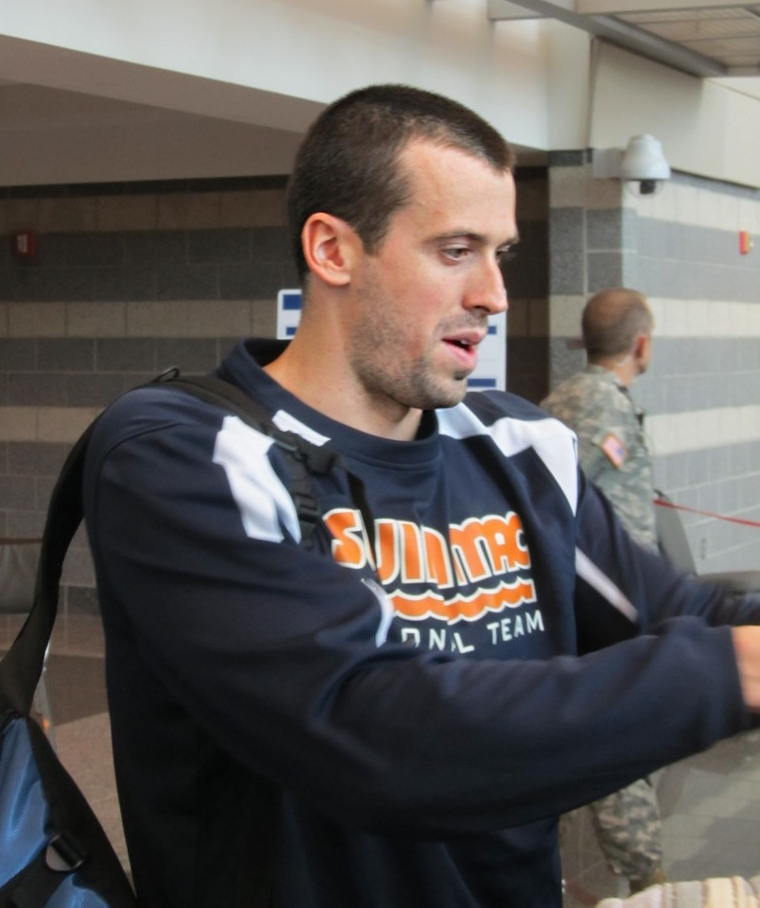
Davis Tarwater 2012 bei den US-Trials

Davis Edward Tarwater (* 24. März 1984 in Knoxville, Tennessee) ist ein ehemaliger Schwimmer aus den Vereinigten Staaten. Er erhielt 2012 eine olympische Goldmedaille und 2009 eine Goldmedaille bei Weltmeisterschaften.

## Sportliche Karriere
Bei den Panamerikanischen Spielen 2003 in Santo Domingo belegte Tarwater den sechsten Platz über 400 Meter Freistil. Zwei Jahre später bei den Weltmeisterschaften 2005 in Montreal wurde er Vierter über 200 Meter Schmetterling mit 0,24 Sekunden Rückstand auf den Drittplatzierten. Im Jahr darauf wurde Tarwater Sechster über 200 Meter Schmetterling und Siebter über 100 Meter Schmetterling bei den Pan Pacific Swimming Championships 2006 im kanadischen Victoria. Bei den Weltmeisterschaften 2007 in Melbourne war Tarwater im Vorlauf über 200 Meter Schmetterling Zweitschnellster hinter seinem Landsmann Michael Phelps, schied aber als Zehnter des Halbfinales aus.
Bei den Weltmeisterschaften 2009 in Rom schwammen im Vorlauf der 4-mal-200-Meter-Freistilstaffel Peter Vanderkaay, Davis Tarwater, Daniel Madwed und Ricky Berens. Im Finale verbesserten Michael Phelps, Ricky Berens, David Walters und Ryan Lochte den Weltrekord um eine Hundertstelsekunde auf 3:58,55 Minuten. Alle sieben beteiligten Schwimmer erhielten eine Goldmedaille.
Drei Jahre später bei den Olympischen Spielen 2012 in London traten Charlie Houchin, Matthew McLean, Davis Tarwater und Conor Dwyer im Vorlauf der 4-mal-200-Meter-Staffel an und schwammen die schnellste Zeit. Im Finale waren Ryan Lochte, Conor Dwyer, Ricky Behrens und Michael Phelps sieben Sekunden schneller als die Vorlaufstaffel und erschwammen die Goldmedaille mit drei Sekunden Vorsprung vor den Franzosen.